# BASS
BASS (BASS audio library) — звуковая библиотека, предназначена для использования в операционных системах Windows и macOS; также доступна для Linux, Win64, WinCE, Android и iOS-платформ.

## Описание
Цель библиотеки заключается в том, чтобы предоставить разработчикам образец аудио-центра, в частности, обеспечить работу с потоками (MP3, MP2, MP1, OGG, WAV, AIFF), MOD файлами (XM, IT, S3M, MOD, MTM, UMX), MO3 файлами (mp3, ogg и сжатых MOD файлов), функциями записи, редактирования тегов аудиофайлов, конвертирования популярных форматов, «граббить» AudioCD, потребляя малое количество системных ресурсов.
Весь набор возможностей предоставляется в виде динамической библиотеки размером около 100 Kb.
Для работы BASS в операционной системе Windows, требуется DirectX 3 или выше, библиотека использует DirectSound и DirectSound3D для воспроизведения и записи звука. В macOS BASS использует CoreAudio.
С 21 ноября 2011 на официальном сайте доступна версия библиотеки для Android.

## Дополнения
Ко многим дополнениям в архивы для Windows и macOS включены примеры с открытым исходным кодом.

### Основные дополнения
В таблице предоставлены основные дополнения для библиотеки.
| Имя      | Описание |
| -------- | --- |
| BASSWMA  | Расширение позволяет воспроизводить WMA, кодированные WMA файлы и потоки, а также широковещательный канал.                           |
| BASSCD   | Расширение позволяет воспроизводить, а также осуществлять перенос информации с AudioCD в файл.                                       |
| BASSFLAC | Расширение позволяет воспроизводить FLAC файлы.                                                                                      |
| BASSMIDI | Расширение позволяет воспроизводить MIDI файлы и события в реальном времени, используя SF2 SoundFonts.                               |
| BASSWV   | Расширение позволяет воспроизводить закодированные WavPack файлы.                                                                    |
| BASSenc  | Расширение позволяет BASS-каналам кодироваться, используя для этого любую командную строку кодировщика STDIN, LAME, OGGENC и других. |
| BASSmix  | Расширение предоставляет возможность смешивать различные BASS-каналы, с помощью передискретизации и функции матрицы смешивания.      |

### Вторичные дополнения
В таблице предоставлены вторичные дополнения для библиотеки.
| Имя        | Описание |
| ---------- | --- |
| BASSFX     | Расширение предоставляет ряд эффектов (к примеру, темпы). |
| BASSSPX    | Расширение позволяет воспроизведение Speex закодированных файлов.                                                                                            |
| BASSMPC    | Расширение позволяет воспроизведение Musepack закодированных файлов.                                                                                         |
| BASSAC3    | Расширение позволяет воспроизведение AC3 закодированных файлов, а также потоков.                                                                             |
| BASSAAC    | Расширение созданное на основе faad2 декодера, которое позволяет воспроизведение AAC и MP4 закодированных файлов и потоков, а также AAC + Shoutcast потоков. |
| BASSALAC   | Расширение позволяет воспроизведение ALAC (Apple Lossless) закодированных файлов.                                                                            |
| BASSTTA    | Расширение позволяет воспроизведение TTA закодированных файлов.                                                                                              |
| BASSAPE    | Расширение позволяет воспроизведение Monkey's Audio Codec закодированных файлов.                                                                             |
| BASSOFR    | Расширение позволяет воспроизведение OptimFROG закодированных файлов.                                                                                        |
| BASSWADSP  | Расширение позволяет использовать плагины Winamp DSP в BASS.                                                                                                 |
| BASSVST    | Расширение позволяет использовать VST. |
| BassWinamp | Расширение позволяет использовать подключаемые модули ввода от Winamp.                                                                                       |
| BASSSFX    | Расширение позволяет использовать визуальные плагины от Windows Media Player, Sonique, Winamp и BassBox в BASS.                                              |
| BASSWA     | Расширение позволяет подключать визуальные плагины Winamp для использования в BASS.                                                                          |
| Tags       | Расширение для работы с тегами. |
| BASSDSHOW  | Расширение позволяет воспроизведение видео файлов в BASS, используя для этого DirectShow кодек.                                                              |

## Примеры с открытым кодом
Для быстрого изучения библиотеки независимыми разработчиками, в дистрибутив включены несколько примеров с исходными кодами, в частности для C/C++, Delphi, MASM, Visual Basic.

## Популярность
На основе данной библиотеки написан ряд популярных аудиоплееров: XMPlay, AIMP (начиная с версии 3.0, аудиоплеер использует BASS только как декодер), Ipple Play, Small Player, MusicBee, MusicSort Platinum, её также используют для воспроизведения некоторых аудиоформатов такие медиаплееры, как The KMPlayer, Kantaris, Daum PotPlayer. 1by1 использует библиотеки BASS для воспроизведения аудиоформатов, отличных от MP3.

## Лицензии
Библиотека распространяется под несколькими лицензиями:
- Freeware — библиотека бесплатна для некоммерческого использования;
- Shareware — «условно-бесплатная» лицензия позволяет использовать BASS в коммерческих целях неограниченным количеством shareware-продуктов, при одном условии — стоимость продукта не может превышать более €40 за каждый; подходит для индивидуальных лиц (не организаций);
- Единая коммерческая лицензия — позволяет использовать BASS только в одном коммерческом продукте;
- Неограниченная (безлимитная) коммерческая лицензия — позволяет использовать BASS в неограниченном количестве коммерческих продуктов.